# Тайваньская шарфовая акула
Тайваньская шарфовая акула (лат. Cirrhoscyllium formosanum ) — вид акул рода шарфовых акул семейства воротниковых акул отряда воббегонгообразных. Обитает в северо-западной части Тихого океана на глубине до 110 м. Максимальный зарегистрированный размер 39 см. Известен всего по 12 особям (голотип и 11 паратипов). Размножается яйцеживорождением. Не является объектом коммерческого промысла.

## Таксономия
Впервые вид научно описан в 1959 году. Голотип представляет собой самку длиной 36,7 см, пойманную у острова Тайвань на глубине 110 м. Вид назван по географическому месту обнаружения и происходит от альтернативного названия острова Тайвань порт. Formosa.

## Ареал
Тайваньские шарфовые акулы обитают в северо-западной части Тихого океана у побережья Тайваня. Они встречаются на глубине около 110 м. 

## Описание
У филиппинских шарфовых акул тонкое удлинённое тело, длинное и слегка заострённое рыло. Основание первого спинного плавника расположено позади свободного кончика брюшных плавников. На горле имеются характерные усики. Рот расположен перед глазами, имеются узкие назальные борозды, ноздри окружены канавками и складками. Овальные глаза вытянуты по горизонтали. Позади глаз имеются крошечные брызгальца. Маленький рот расположен на кончике рыла. Спинные плавники одинакового размера. Грудные плавники крупные, широкие и закруглённые. Анальный плавник меньше второго спинного плавника. Каудальный край анального плавника расположен под первой третью основания второго спинного плавника. Хвостовой плавник асимметричный, у края верхней лопасти имеется вентральная выемка. Нижняя лопасть отсутствует. Тело, хвост и хвостовой плавник покрывают шесть тёмных седловидных отметин . 

## Биология
Филиппинские шарфовые акулы размножаются яйцеживорождением. 

## Взаимодействие с человеком
Эти акулы не являются объектом коммерческого промысла. В качестве прилова, возможно, попадают в рыболовные сети. Пойманных акул, скорее всего, выбрасывают за борт. Данных для оценки Международным союзом охраны природы статуса сохранности вида недостаточно. 